# Araneus mamillanus
Araneus mamillanus là một loài nhện trong họ Araneidae.
Loài này thuộc chi Araneus. Araneus mamillanus được Eugen von Keyserling miêu tả năm 1887.